# Alexis Niz
Alexis Jorge Niz (Rafaela, Santa Fe, Argentina, 15 de mayo de 1988) es un futbolista argentino. Juega de defensa central en Club Atlético Chaco For Ever.

## Clubes
| Club                               | País      | Año             | PJ | Goles |
| ---------------------------------- | --------- | --------------- | -- | ----- |
| Sportivo Rivadavia (Venado Tuerto) | Argentina | 2008 - 2009     | -  | -     |
| Atlético Rafaela                   | Argentina | 2009 - 2015     | 61 | 2     |
| Sarmiento de Junin                 | Argentina | 2015 - 2017     | 30 | 2     |
| Tigre                              | Argentina | 2017 - 2020     | 8  | 0     |
| Instituto                          | Argentina | 2020 - 2021     | 0  | 0     |
| Club Atlético Chaco For Ever       | Argentina | 2022 - Presente | 0  | 0     |

## Palmarés
| Logro              | Club                | Temporada | Año  |
| ------------------ | ------------------- | --------- | ---- |
| Primera B Nacional | Atlético de Rafaela | Argentina | 2011 |